# Tyrnyauz
Tyrnyauz (rusky Тырныа́уз, kabardsko-čerkesky Тырныаууз) je město v  Kabardsko-balkarské republice v Ruské federaci. Při sčítání lidu v roce 2010 měl jednadvacet tisíc obyvatel.

## Poloha a doprava
Město leží v oblasti Velkého Kavkazu na Baksanu, pravém přítoku Malky v povodí Těreku. Od Nalčiku, hlavního města republiky, je vzdálen vzdušnou čarou přibližně šedesát kilometrů jihozápadně.
Přes město prochází silnice z Baksanu k turistickým a lyžařským střediskům pod Elbrusem.

## Dějiny
Město vzniklo v roce 1934 na místě starší balkarské vesnice, podle které se původně jmenoval Gerchožan (Герхожан), za účelem těžby wolframu a molybdenu. Těžba začala v roce 1940 a tou dobou se už sídlo jmenovalo Nižnij Baksan (Нижний Баксан, doslova „Dolní Baksan“).
V roce 1955 došlo k povýšení na město a zároveň k přejmenování na konečný název, který je odvozen z balkarského tyrnyau uzu znamenajícího úzký kaňon.
V roce 2000 byla značná část města poničena blokovobahenním proudem.

### Rodáci
- Valerij Muchamedovič Kokov (1941–2005), prezident Kabardsko-balkarské republiky v letech 1990–2005
- Chadžimurat Magomedovič Akkajev (* 1985), vzpěrač
- Zaur Ismatulajevič Kuramagomedov (* 1988), zápasník